# Бъскер
Бъскинг е практиката на хора на изкуството да се представят на живо на обществени места, за да забавляват минувачите, обикновено с молба за малко дарение или бакшиш. Този, който се занимава с бъскинг, се нарича бъскер. Бъскинг е британски термин употребяван в много области на англо-говорещия свят. В САЩ думата не е известна. Бъскерите се наричат „улични музиканти“ или „улични актьори“.

## Описание
Бъскинг може да е каквото и да било, стига да е забавно за минувачите. Бъскери може да са: музиканти, клоуни, комедианти, импровизатори, скулптори на балони, танцьори, акробати, ескаполози, жонгльори, фокусници, огнегълтачи, гълтачи на мечове, змиеукротители, медиуми-гадатели, режисьори на циркове на бълхи, а така също може да ни представят уличен театър, галерия на открито (скициране и живопис и т.н.), кукловодство, разказвачество, да рецитират поезия или проза в стила на средновекоивните бардове, или да играят пантомима с варианта, където бъскерите са живи и съвсем (условно) неподвижни живи статуи.
Доходът на бъскера зависи от много условия, включващи състава на публиката, типа и качеството на представлението, времето, и часа на деня. Местонахождението може да е особено важно и често е съпроводено от конкурентни изпълнители, което може да е добре – поради известността на мястото или по-зле, заради нуждата представлението да е на много добро конкурентоспособно ниво. Нерядко това е не по-високо от форма на просия.

## Причини за бъскинг
Хората се занимават с бъскинг по различни причини: пари, за развлечение, за да привлекат вниманието на околните, за да общуват или да се запознаят с нови хора, заради любовта към изкуството си, или за да се упражняват на открито и пред публика, за да се до-усъвършенствуват. Някои бъскери го вършат покрай другото, за други е пълен работен ден в представления на улицата. Някои бъскери имат професионална програма освен работата си на улицата.

## Известни имена
За някои бъскерите са на най-долното стъпало на забавно-развлекателната индустрия, но някои от най-известните групи и суперзвезди са започнали кариерите си с бъскинг. Пример за това са Джими Пейдж, Рони Бенис, Били Браг, състава Blue Man Group, дуета Rodrigo y Gabriela, трупата Cirque du Soleil, Карлос Сантана, Stomp, Боб Хоуп, Джордж Бърнс, Еди Изард, Род Стюарт, Ерик Клептън, Simon & Garfunkel, Jimmy Buffett, Боб Дилън, Стефан Грапели, Joan Baez, Judy Collins, Пиърс Броснан, Lucinda Williams, Робин Уилямс, Kaki King, Джейсън Александър, Opera Babes, Beck, Damo Suzuki, Джери Рафърти, Penn Jillette, Susan Cagle, Jewel и Джани Мичел. Много други бъскери са намерили своята слава и състояние със скромното начало на уличния музикант или актьор.
- APLAUDITE CIVES
РЪКОПЛЯСКАЙТЕ ГРАЖДАНИ
- Бъскери на улица „Роял Стрийт“ в Ню Орлиънс, Луизиана, 2004.
- Фестивалът „Фолклайф“ в Сиатъл 2007.
- Гайдар, бъскинг в Единбърг, Шотландия
- Историческа перспектива – 18 век. Улични музиканти.
- Пред Ковънт гардън
- Змиеукротител в Делхи 1973
- Бащата на ескапологията – „Великият Худини“ – човекът, който се измъкваше от всякакви „клетки“
- Историческа перспектива – 18 – 19 век. Акробати
- Дъблин Сити стрийт изпълнител
- Дъблин Сити стрийт изпълнител
- Дъблин Сити стрийт изпълнител
- Дъблин Сити стрийт изпълнител
- Дъблин Сити стрийт изпълнител

### В пресата
- Striving to make music under the streets of NYC – article on Busking from MSNBC
- Busking for Stardom from LA Weekly
- Notes From the Underground Архив на оригинала от 2006-06-12 в Wayback Machine. – What busking could teach the music industry, from the Washington Monthly
- Teen goes from busking to starring in The New World Архив на оригинала от 2007-09-29 в Wayback Machine. from The London Free Press
- What this town needs is a little street music Архив на оригинала от 2008-04-04 в Wayback Machine. from the University of Washington's Office of News and Information (uwnews.org)
- Busking Can Pay for Travel in Europe from the Transitions Abroad magazine
- Busking their butts from the Montreal Mirror
- Buskers: Scourge or Saviours of our cities?[неработеща препратка] from CLUAS Indie Music webzine
- Busker Wars Архив на оригинала от 2014-05-17 в Wayback Machine. is an online game where the user acts out their life as a busker
- Graeco-Roman mosaic of street musicians from Cicero's villa Архив на оригинала от 2008-04-10 в Wayback Machine. in Pompeii, by Dioscuris of Samos

### Ресурси
- Performers.net – articles on how to busk and a forum for those who are professional buskers.
- Busker Alley – Busker videos and more!
- Photos – KL International Buskers' Festival 2006
- Vocalist – An excellent British buskers resource page.
- Busker Central Архив на оригинала от 2012-02-18 в Wayback Machine. – Monster busker reference site
- Subway musicians Архив на оригинала от 2008-01-31 в Wayback Machine. in Zina Saunders' Overlooked New York
- Street Arts and Buskers advocacy group – part of Community Arts Advocates, Inc.
- Music Under New York Архив на оригинала от 2008-03-21 в Wayback Machine. – fact sheet about busking in New York City subways, as part of the MTA's „Arts for Transit“ program
- Eurobuskers Архив на оригинала от 2006-11-24 в Wayback Machine. – European busking site with information, articles and forums
- Streetnote – a record label that promotes street music in the USA
- Busker Du (dialup) Архив на оригинала от 2008-05-16 в Wayback Machine. – record street musicians from your cellphone or payphone. Automatically posts to audio blog.

### Фестивали
- Busking Cancer Busking Cancer has been established as an annual fund raising event for Cancer Research UK (registered charity No. 1089464). Funds are raised by the buskers themselves seeking sponsorship for the event and, of course, in the traditional busking sense.
- Ferrara Buskers Festival A non competitive parade of the best street musicians in the world. In terms of tradition and dimension it is one of the most important festival of this kind and takes place in the medieval and renaissance stage of the historical centre of an Italian town.
- Artisti in Piazza, International Buskers Festival Excellent musicians and excentric jugglers as well as actors, inventors, story tellers, painters, sculptors and acrobats will be the protagonists of one of the best European fantasy happening. It happens in Pennabilli, medieval town rare beauty in the greenest heart of Italy.
- World Buskers Festival Архив на оригинала от 2008-04-04 в Wayback Machine. An annual ten-day festival of busking in Christchurch, New Zealand where international buskers perform comedy/acrobatics/circus acts, most of whom have made it beyond the basic street-performer stage and into clubs and big events but wish to preserve their roots.
- Toronto BUSKERFEST An annual festival of street performers held in the city of Toronto, Ontario, Canada, featuring performers from around the world and 350 000 spectators
- Halifax International Buskers Festival Held annually since 1987 in Halifax Nova Scotia, Canada at a number of stages set up along the community' s scenic downtown waterfront boardwalk, the festival draws tens of thousands of spectators daily each year. The high popularity of fire-dancing at the festival in recent years has prompted some spectacular after-dark Fire Shows to be added outside of the regular daily performance schedule.
- Waterloo Busker Carnival Архив на оригинала от 2008-05-09 в Wayback Machine. held in the city of Waterloo, Ontario, Canada
- Edmonton International Street Performers Festival in Edmonton, Alberta, Canada
- Bangor International Busking Festival Архив на оригинала от 2008-02-02 в Wayback Machine.
- Banbridge BuskFest
- Dundas International Buskerfest in Dundas, Ontario, Canada
- International Festival of Street Art BuskerBus in Wrocław, Poland
- Vernasca Bascherdeis Festival A buskers parade in Vernasca, a little Italian village.
- Street Performance World Championship Архив на оригинала от 2008-04-17 в Wayback Machine. Held in Dublin, Ireland every year.
- Fremantle Street Arts Festival Australia's biggest street performance festival. Held every Easter in Fremantle Western Australia. Features the best international, national and local performers.
- KL International Buskers' Festival 2006 Архив на оригинала от 2008-03-24 в Wayback Machine.